# Abessijnse haas
De Abessijnse haas (Lepus habessinicus)  is een zoogdier uit de familie van de hazen en konijnen (Leporidae). De wetenschappelijke naam van de soort werd voor het eerst geldig gepubliceerd door Hemprich & Ehrenberg in 1832.

## Verspreidingsgebied
De soort wordt aangetroffen in Djibouti, Eritrea, Ethiopië, Somalië en Soedan.